# Meclofenoxat
Meclofenoxatul (denumit și centrofenoxină) este un compus chimic nootrop cu acțiune colinergică, utilizat în unele state ca supliment alimentar. La pacienții în vârstă îmbunătățește performanța în anumite teste de memorie.